# Ricotia tenuifolia
Ricotia tenuifolia là một loài thực vật có hoa trong họ Cải. Loài này được Sm. miêu tả khoa học đầu tiên năm 1813.